# 10 dolog, amit utálok benned (film)
A 10 dolog, amit utálok benned (eredeti cím: 10 Things I Hate About You) 1999-ben bemutatott amerikai romantikus filmvígjáték, amelyet Gil Junger rendezett. A főbb szerepekben Heath Ledger, Julia Stiles, Larisa Oleynik, Joseph Gordon-Levitt és David Krumholtz látható.
A Touchstone Pictures gyártásában készült és a Buena Vista Pictures forgalmazásában jelent meg. Az Amerikai Egyesült Államokban 1999. március 31-én, Magyarországon 1999. július 15-én mutatták be a mozikban. Bevételi és kritikai sikert aratott, valamint hozzájárult Stiles, Ledger és Gordon-Levitt színészi karrierjének beindulásához.
2009-ben egy azonos című televíziós sorozat is elkészült, mely egy évadot élt meg.

## Cselekmény
Egy népszerű középiskolás lányt, Biancát ostromolnak a fiúk. Aggódó apja viszont csak akkor enged a fiúk közelébe, ha Bianca mogorva és otthonülő nővére, Kat is randizik valakivel. A lány iránt érdeklődő fiú ezért felfogadja a titokzatos Patrick Veronát, hogy csavarja el a Kate fejét.

## Szereplők
| Szereplő         | Színész              | Magyar hang       |
| ---------------- | -------------------- | ----------------- |
| Patrick Verona   | Heath Ledger         | Görög László      |
| Kat Stratford    | Julia Stiles         | Madarász Éva      |
| Bianca Stratford | Larisa Oleynik       | Vadász Bea        |
| Cameron James    | Joseph Gordon-Levitt | Harsányi Bence    |
| Michael Eckman   | David Krumholtz      | Minárovits Péter  |
| Walter Stratford | Larry Miller         | Barbinek Péter    |
| Ms. Perky        | Allison Janney       | Kocsis Mariann    |
| Joey Donner      | Andrew Keegan        | Markovics Tamás   |
| Mr. Morgan       | Daryl Mitchell       | Breyer Zoltán     |
| Mandella         | Susan May Pratt      | Simonyi Piroska   |
| Mr. Chapin       | David Leisure        | Balázsi Gyula     |
| Chastity         | Gabrielle Union      | Nemes Takách Kata |
| Judith           | Laura Kenny          | Némedi Mari       |
| Bogie Lowenstien | Kyle Cease           |                   |
| Scruvy           | Greg Jackson         |                   |
| Derek            | Tarance Houston      |                   |

## Televíziós megjelenések
HBO, RTL Klub, Viasat 3